# ジョルジュ・マトネ
ジョルジュ・マトネ（Georges Mathonnet　1967年2月4日- ）はフランスの柔道選手。階級は95kg超級。

## 人物
1987年のヨーロッパジュニア95kg超級で3位になった。1988年の世界学生で2位になると、1990年には優勝を飾った。1991年の世界選手権では無差別に出場して銅メダルを獲得した。1992年のヨーロッパ選手権無差別で3位になるが、国内の代表争いでダビド・ドゥイエに敗れてバルセロナオリンピックには出場できなかった。

## 主な戦績
- 1987年 - 世界軍人選手権大会　95kg超級　2位　無差別　2位
- 1987年 - ヨーロッパジュニア　3位
- 1988年 - アメリカ国際　95kg超級　優勝　無差別　2位
- 1988年 - 世界学生　2位
- 1990年 - フランス国際　3位
- 1990年 - 世界学生　優勝
- 1991年 - オランダ国際　優勝
- 1991年 - 世界選手権　無差別　3位
- 1992年 - フランス国際　3位
- 1992年 - ヨーロッパ選手権　無差別　2位
- 1994年 - イギリス国際　優勝